# ادی هرنیچ
ادی هرنیچ (بوسنیایی: Edi Hrnic؛ زادهٔ ۲۶ دسامبر ۲۰۰۳) تکواندوکار بوسنیایی‌تبار اهل دانمارک است.
وی در مسابقات کشوری و بین‌المللی در مجموع برندهٔ ۱ مدال طلا، ۱ مدال نقره، ۱ مدال برنز شده است.